# Circonscription de Chacha
Pour les articles homonymes, voir Chacha.
La circonscription de Chacha est une des 135 circonscriptions législatives de l'État fédéré Amhara, elle se situe dans la Zone Nord Shoa. Son représentant actuel est Endris Mehamed Awal.